# تپه قل رومزی ج
تپه قل رومزی ج مربوط به دوران‌های تاریخی پس از اسلام است و در شهرستان شوشتر، روستای قل رومزی واقع شده و این اثر در تاریخ ۵ آذر ۱۳۸۰ با شمارهٔ ثبت ۴۳۱۷ به‌عنوان یکی از آثار ملی ایران به ثبت رسیده‌است.